# Pelosole
Pelosole, gleby inicjalne ilaste - typ gleb w systematyce opracowanej dla obszaru Polski przez Polskie Towarzystwo Gleboznawcze. Zaliczane są do niego gleby inicjalne wytworzone z utworów ilastych. Charakteryzują się bardzo słabo wykształconym profilem glebowym, zwykle składającym się z dwóch poziomów genetycznych - AC (poziom przejściowy wykazujący zarówno cechy poziomu próchnicznego (A) jak i skały macierzystej (C) o miąższości do 10 cm) i ze znajdującego bezpośrednio pod nim poziomu C (ił). Pelosole zaliczane są do IV, V i VI klasy bonitacyjnej. 
Do tego typu zaliczane są 2 podtypy:
- gleby słabo wykształcone ilaste erozyjne – występują na obszarach silnie nachylonych wytworzonych z ciężkich glin lub iłu. Po obfitym opadzie następuje zmywanie powierzchniowych warstw profilu glebowego, co uniemożliwia wykształcenie się miąższego poziomu akumulacyjnego.

- gleby słabo wykształcone ilaste deluwialne – występują u podnóży zboczy na których zachodzą intensywne procesy erozyjne. Materiał znoszony ze zboczy w formie deluwiów nieustannie osadza się u ich podnóży, co utrudnia wykształcenie się żyznej gleby z dobrze wykształconym poziomem próchnicznym.